# Fazia
FAZIA est un projet de recherche visant à développer un nouveau détecteur de  particules chargées. FAZIA l'acronyme de : Four-pi A and Z Identification Array, A et Z désignant respectivement le nombre de masse et le numéro atomique d'un noyau atomique, les deux paramètres que le détecteur est chargé de mesurer. 

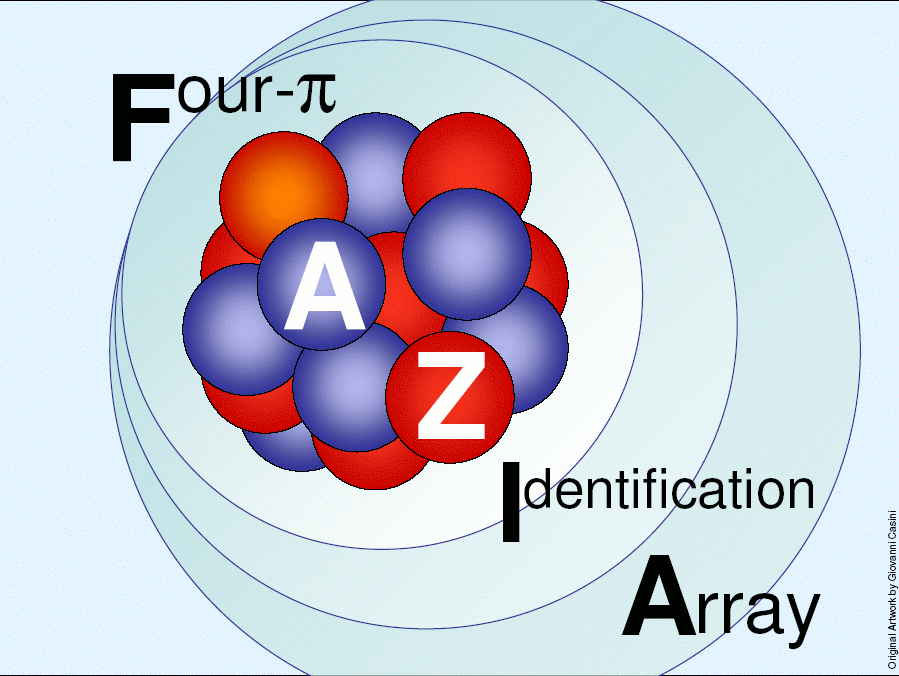

## Objectifs
FAZIA est un multidétecteur de nouvelle génération pour les particules chargées, prévu pour servir dans le domaine des collisions d'ions lourds autour et au-dessous de l'énergie de Fermi (10-100 MeV par nucléon). Il est destiné à l'étude de la thermodynamique et dynamique des noyaux exotiques, en explorant le degré de liberté en isospin ainsi que son rôle dans l'établissement de l'équation d'état de la matière nucléaire. 
FAZIA est un projet regroupant plus de 10 laboratoires de physique nucléaire à travers le monde, travaillant dans le domaine des réactions nucléaires induites par collisions entre ions lourds. Le but du projet est de construire un détecteur de particules chargées qui couvre tout l'espace entourant le lieu des réactions (angle solide de 4Pi stéradians), ayant une grande granularité (un nombre important de cellules de détection), une bonne résolution ainsi qu'une grande dynamique en énergie (de 1 MeV à plusieurs GeV), ainsi que la capacité d'identifier sur la gamme la plus large possible en charge et masse les produits de réaction. Ce détecteur combine plusieurs technologies avancées en ce qui concerne la détection, le traitement du signal et l'acquisition de données, grâce notamment à l'utilisation d'une électronique numérique spécifique. FAZIA est conçu pour être utilisé auprès des accélérateurs de particules produisant des faisceaux stables et radioactifs dans le domaine des énergies dites intermédiaires (10-100 MeV par nucléon), comme par exemple LNL-Legnaro et LNS-Catania en Italie, GANIL et SPIRAL en France, GSI-FAIR en Allemagne à l'horizon 2010-2015. La disponibilité d'accélérateurs européens de particules pour la production de faisceaux radioactifs de haute intensité dans un futur plus ou moins proche, comme SPIRAL2 à partir de 2013 ou EURISOL vers 2017-2020 permettra de poursuivre le programme scientifique initiée par la collaboration FAZIA.